# Radix (tijdschrift)
Radix is een christelijk, multidisciplinair wetenschappelijk kwartaaltijdschrift. Het bevat artikelen, essays en recensies waarin op een of andere manier de verhouding tussen christelijk geloof en wetenschap aan de orde is. Het tijdschrift is een platform voor wetenschappelijke reflectie op vragen die spelen binnen de kerken, in de maatschappij en in de academische wereld. Het wordt gelezen door studenten, wetenschappers en andere geïnteresseerden, met name uit de orthodox-protestantse hoek.
Radix is in 1967 opgericht en werd tot 2009 uitgegeven door het Gereformeerd Wetenschappelijk Genootschap (GWG). Sinds 2009 wordt het uitgegeven door ForumC, een krachtenbundeling van GWG, ICS en Sensor.
Bekende namen die aan het blad verbonden zijn:
- Cees Dekker, hoogleraar nanotechnologie aan de Technische Universiteit Delft en sinds 2009 lid van de redactieraad.
- George Harinck, hoogleraar geschiedenis van het protestantisme aan de Vrije Universiteit Amsterdam en de Theologische Universiteit Kampen, en directeur van het Archief- en Documentatiecentrum (ADC) in Kampen en het Historisch Documentatiecentrum (HDC) in Amsterdam. Hij was tot 2001 lid van de redactie en is sinds 2006 lid van de redactieraad. Ook schreef hij meerdere bijdragen.
- Gerrit Glas, hoogleraar filosofie van de psychiatrie aan de Universiteit Leiden. Hij is lid van de redactieraad en schreef meerdere bijdragen.
- Eimert van Middelkoop, oud-minister van defensie (ChristenUnie). Hij was tot 2000 lid van de redactie.